# Partido de clasificación para la Eurocopa entre Serbia y Albania (2014)
El 14 de octubre de 2014 tuvo lugar en el estadio Partizán de Belgrado, Serbia el Partido clasificatorio para la Eurocopa de Francia de 2016 que enfrentó a las selecciones de fútbol de Serbia y de Albania y que tuvo que ser suspendido por varios incidentes que terminaron en la invasión al terreno de juego entre otros incidentes.
En los prolegómenos y la marcha del mismo, las aficiones de ambas selecciones nacionales intercambiaron múltiples agresiones verbales y lanzamientos de bengalas hasta que un dron con la bandera de la Gran Albania sobrevoló el Partizán.El partido tuvo que ser interrumpido cuando Stefan Mitrović se hizo con el aparato, tras lo cual fue agredido por varios jugadores del combinado visitante. El incidente fue a mayores cuando Bekim Balaj (de Albania) se dirigió a él para hacerse con la bandera. Este gesto fue considerado una provocación por parte de la hinchada serbia, los cuales saltaron al terreno de juego agrediendo a varios jugadores visitantes. Por parte albanesa, declararon que los miembros de seguridad del estadio y los antidisturbios participaron en la multitudinaria agresión; sin embargo, estos rechazaron tales acusaciones. Tras los incidentes, las autoridades nacionales lanzaron una campaña de provocación como contraataque contra Albania.
El 24 de octubre la UEFA dictó la siguiente resolución: como sanción a la selección serbia, el partido le fue concedido a los albaneses por 3-0, a Serbia le descontó tres puntos de la clasificación y hubo de jugar los partidos siguientes a puerta cerrada. Ambas federaciones fueron sancionadas económicamente con 100.000 €. Ante estas sanciones, ambas federaciones presentaron apelaciones ante la decisión de la UEFA. Finalmente el TAS se pronunció al respecto y el 15 de julio de 2015 rechazó la apelación de la Federación Serbia y se posicionó en pro de la Albanesa, a la que le fue otorgada la victoria por 0-3.

## Trasfondo
Ambas selecciones quedaron emparejadas en el Grupo I de la ronda clasificatoria para la Eurocopa 2016. En Europa existen conflictos territoriales entre ciertos países. Para evitar estos incidentes, la UEFA determinó que varias selecciones no quedarán encuadradas en un mismo grupo. Por ejemplo Armenia y Azerbaiyán no podrían enfrentarse entre sí a causa de la guerra de Nagorno Karabaj ni España contra Gibraltar a causa del istmo entre el país ibérico y la colonia británica. 
Sin embargo, las selecciones balcánicas fueron una excepción al no haber existido un conflicto bélico entre ambos países a pesar de la cuestión de Kosovo, que culminó en el consecuente conflicto de 1998. No obstante, la UEFA se mantuvo firme alegando que ninguna de las dos federaciones «habían exigido quedar encuadradas en grupos diferentes» por lo que no hubo la necesidad de tomar tales acciones.

## Alineaciones
| Clasificatorio para la Eurocopa 2016 (Grupo I); 14 de octubre de 2014 | Serbia | 0-0     | Albania | Partizán (Belgrado, Serbia),                                                   |                                                                                |
| 20:45 (hora local)                                                    |        | Reporte |         | Asistencia: 25 200 espectadores Árbitro(s): Martin Atkinson (colegiado inglés) | Asistencia: 25 200 espectadores Árbitro(s): Martin Atkinson (colegiado inglés) |

| Información adicional | Información adicional | Información adicional |
| --- | --------------------- | --- |
| Titulares: · 1 Vladimir Stojković · 5 Matija Nastasić · 6 Branislav Ivanović 45' · 11 Aleksandar Kolarov · 13 Stefan Mitrović · 7 Zoran Tošić · 8 Nemanja Gudelj · 14 Nemanja Matić · 10 Dušan Tadić · 18 Danko Lazović · 19 Filip Djuričić · Director Técnico: · Dick Advocaat |                       | Titulares: · 1 Etrit Berisha · 2 Andi Lila · 4 Elseid Hysaj · 7 Ansi Agolli 34' · 15 Mërgim Mavraj · 3 Ermir Lenjani · 5 Lorik Cana · 13 Burim Kukeli · 14 Taulant Xhaka · 22 Amir Abrashi · 19 Bekim Balaj · Director Técnico: · Gianni De Biasi |

NOTA: Partido suspendido con 0-0 en el marcador en el minuto '42 del primer tiempo. Victoria dada a Serbia por decisión de la UEFA y a Albania por decisión del TAS

## Previa y desarrollo del partido

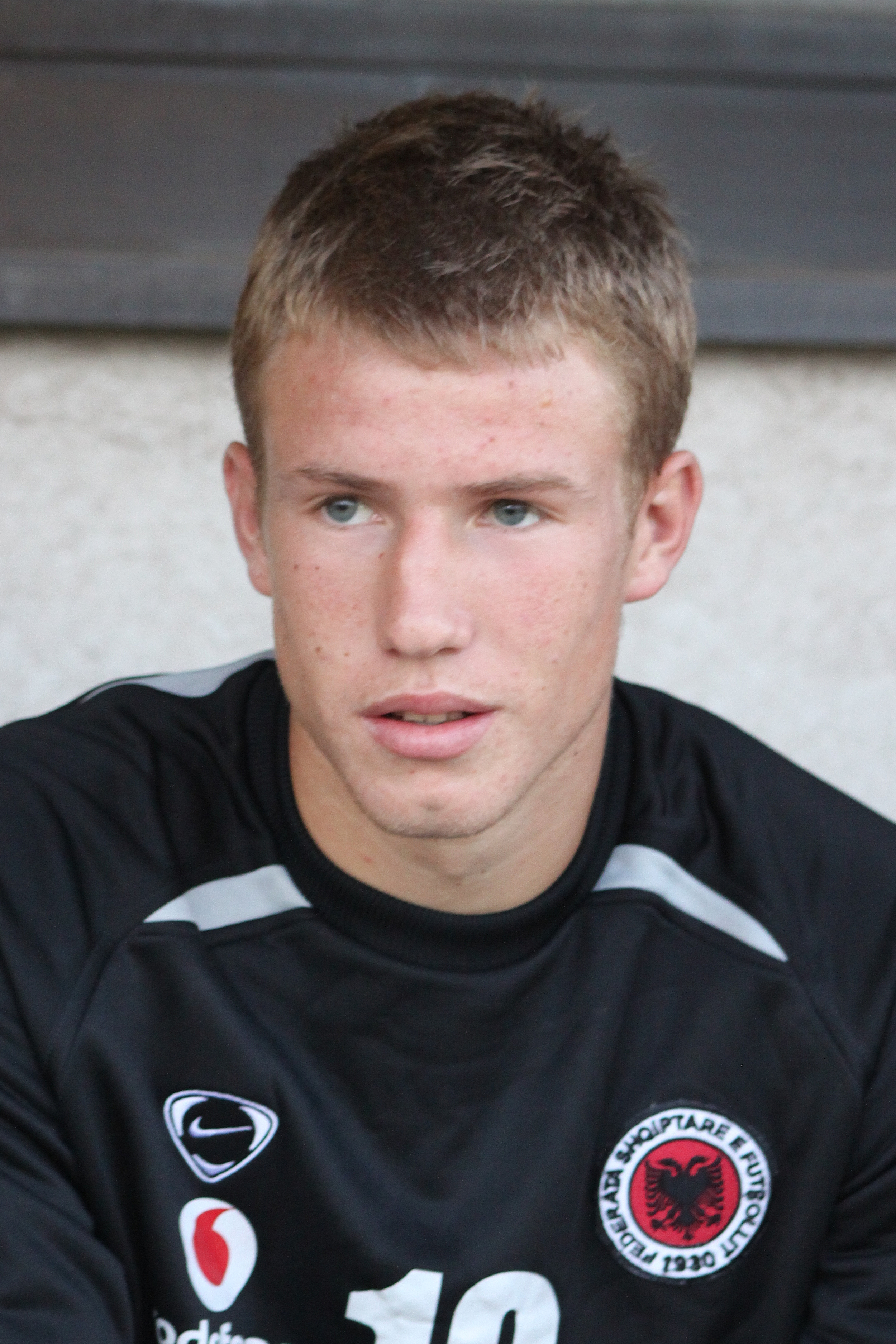
Balaj (Albania, en la imagen) fue junto con Mitrović (Serbia) uno de los primeros protagonistas del partido tras el incidente del dron

El partido, correspondiente a la tercera jornada de la liguilla de clasificación, tuvo lugar el 14 de octubre de 2014 en el estadio Partizán de Belgrado. Tanto las Federaciones de Serbia y de Albania junto a la UEFA acordaron que se prohibiría el acceso al recinto a los seguidores de la selección visitante como medida de precaución, a menos que estos no portasen parafernalia albanesa.
Según la Federación Albanesa, el autobús de la selección fue apedreado por hinchas locales. Otros tantos empezaron a arrojar objetos al terreno de juego (monedas, mecheros entre otros) durante los ejercicios de precalentamiento.
Antes de dar comienzo al partido, la afición serbia lanzó cánticos en los que decían "matad a los albaneses", y durante los himnos nacionales, el de Albania fue abucheado hasta tal punto que era inaudible.
En los primeros minutos se produjeron los primeros incidentes: algunos aficionados serbios quemaron una bandera de la OTAN. En el primer cuarto de hora otros tantos mostraron una bandera griega y en el minuto 35 empezaron a lanzar bengalas en la zona de córner cuando Ansi Agolli pretendía lanzar un saque de esquina. También se lanzó un petardo a la par de otros objetos que también alcanzaron al linier. Ante la situación, el árbitro optó por detener el encuentro mientras Danko Lazović y Aleksandar Kolarov trataron de apaciguar a la hinchada. A los cuarenta segundos volvió a reanudarse el encuentro, en aquel momento desde megafonía pidieron a la afición que se abstuviesen de lanzar objetos al terreno de juego. En el 40 una botella estuvo a punto de impactar contra Bekim Balaj y desde un sector de la grada intentaron invadir el campo, lo que provocó trifulcas entre los agentes de seguridad y estos.
En el minuto 42 el árbitro inglés: Martin Atkinson volvió a detener el juego de nuevo ante el continuo lanzamiento de bengalas. En ese mismo momento comenzó a sobrevolar el estadio un dron con una bandera. En la bandera se podía ver los rostros de los Padres Fundadores de la Albania Moderna: Ismail Qemali e Isa Boletini (los cuales redactaron la Declaración de Independencia de Albania el 28 de noviembre de 1912) y un mapa de la Gran Albania. El defensa serbio Stefan Mitrović consiguió hacerse con el artefacto volador y desenganchó el emblema, esto provocó la indignación de dos jugadores rivales: Andi Lila y Taulant Xhaka, los cuales intentaron recuperarla. Finalmente fue Balaj quién se hizo con la bandera para llevársela consigo hasta que un hincha serbio saltó al terreno de juego y empezó a golpearle en la espalda con el mástil de plástico de una banderola. Acto seguido empezaría una trifulca entre el hincha y el capitán albanés: Lorik Cana, el cual tras tirarle al suelo empezó a golpearle. La situación terminó en un estallido de violencia en el que se vieron involucrados tanto los jugadores de ambos combinados como seguidores y miembros de seguridad. Ivan Bogdanovich, ultra radical de origen serbio se encontraba entre los espectadores. Tras saltar al campo empezó a agredir a varios jugadores albaneses con butacas y otros objetos. El árbitro ordenó a los jugadores que abandonaran el terreno de juego. De camino a los vestuarios continuaron las agresiones a los visitantes al contrario que los locales, despedidos con vítores mientras estos enfilaban la marcha serenos. Media hora después, el árbitro decretaría la suspensión del partido con el resultado de 0-0. Ante lo sucedido, los albaneses se encontraron física y psicológicamente afectados.
Antes de que el combinado albanés abandonara el estadio, la policía registró el equipaje del pequeño grupo de aficionados visitantes (45 espectadores) en un intento de encontrar el mando con el que se controló el dron sin éxito. Los Shvercerat, grupúsculo ultra del FK Shkupi de la Segunda división de Macedonia y regidos por albaneses declararon ser los responsables del dron, sin embargo no había evidencias que avalasen sus actos.

## Reacciones
A su llegada al Aeropuerto Internacional Madre Teresa, el combinado nacional fue recibido entre aplausos y vítores por una multitud de seguidores que les esperaban en la terminal. A primeras horas de la mañana se concentraron 15.000 ciudadanos en la plaza Madre Teresa de Tirana. También se produjeron celebraciones en localidades de Kosovo como Prístina y en otras tantas de Macedonia como Skopie, Struga, Kumanovo y Tetovo. En esta última se celebró la sanción económica a la Federación Albanesa como una victoria. Pocos días después el equipo fue recibido con honores y fueron homenajeados en Tirana, Vlora, Kamëz y Bajram Curri por "defender los símbolos nacionales".
Por parte de la administración política serbia acusaron a los representantes albaneses de "provocadores políticos". Uno de los acusados del incidente del dron fue Olsi Rama (representante de Albania en el palco del estadio), hermano del primer ministro de Albania: Edi Rama, de controlar el aparato. El propio Rama negó vehemente las acusaciones. Desde la oficina del primer ministro Serbio declararon que tras su arresto fue expulsado a Albania, declaraciones que fueron desmentidas por el portavoz del Gobierno Albanés. Olsi Rama comentó que estuvo escoltado por la policía por su seguridad mientras esperaban el autobús que le llevase de vuelta. Posteriormente, el excapitán de la selección albanesa: Igli Tare afirmó que estuvo con los hermanos Rama y que tan solo portaban una cámara de vídeo.
Michel Platini, Presidente de la UEFA declaró sentirse "completamente apenado" por lo sucedido y añadió: "el fútbol sé supone que es para que la gente vaya junta a ver un partido que no debería mezclarse con la política. El "espectáculo" fue imperdonable". Por otro lado Joseph Blatter, máximo dirigente de la FIFA coincidió con su homólogo en que el ´fútbol no debería usarse como herramienta política.
El ministro de Exteriores Serbio: Ivica Dačić condenó el incidente de la bandera y lo calificó de "provocación" y declaró: "la cuestión principal sería [para mi] la siguiente, cómo reaccionaría la UE y la UEFA ante esto, si algún serbio decidiese mostrar la bandera de la Gran Serbia en Tirana o Prístina seguramente sería primer asunto del día en el Consejo de Seguridad de la ONU". El 16 de octubre, el ministro de Interior Nebojša Stefanović comentó que la policía estaba investigando la procedencia del dron y quién lo pudo manejar. Las autoridades nacionales también hablaron sobre la posible adhesión de Albania a la Unión Europea afirmando que el país candidato "no ha madurado lo suficiente" para ser miembro de la UE debido al gran apoyo dado por parte de su Gobierno a los instigadores de los altercados. Tales afirmaciones llevaron al ministro de Exteriores albanés a llamar a consultas al Embajador serbio, acto seguido se pospuso el encuentro con el primer ministro Edi Rama que iba a tener lugar el 22 de octubre en Belgrado, pudiendo ser la primera visita diplomática en 70 años. Un mes después volvería a aplazarse, aunque Rama no esperaba encontrarse con el Mandatario serbio: Tomislav Nikolić.
El primer ministro Aleksandar Vučić comentó que había avisado en cinco ocasiones a los representantes de la UE de posibles actos provocativos por parte de las autoridades albanesas durante el partido haciendo hincapié en que algunos llevaban puestos bufandas estampadas con el símbolo del Ejército de Liberación de Kosovo. Según palabras de Vučić: "estaba claro que iban a venir con intención de provocar a los locales".
En respuesta, su homólogo albanés declaró que una nación serbia normal podría ser posible si comprendiesen que la Gran Albania es su pesadilla y no nuestro proyecto. En una entrevista invitó al gobierno serbio a reconocer a Kosovo por el bien de la región.
Agim Cana, exfutbolista albanés y padre de Lorik Cana reprobó el comportamiento "fascista" y "racista" de los hinchas.

## Incidencias postpartido

### Serbia
Tras la suspensión del partido, varios establecimientos, cuyos propietarios eran de etnia albanesa, fueron incendiadas en Sombor y Stara Pazova.

### Montenegro
La embajada albanesa fue apedreada en Podgorica con el resultado de ventanas rotas. En respuesta, el Gobierno escribió una carta de protesta al Embajador montenegrino en Tirana.
La comunidad albanesa de Montenegro celebraron el resultado en los principales núcleos albaneses: Ulcinj, Plav y Tuzi. Cerca de Podgorica se produjeron incidentes entre estos y manifestantes pro-serbios con el resultado de cuatro hospitalizados.

### Sur de Albania
Dentro del territorio albanés, los incidentes de mayor importancia se produjeron en el sur donde reside la comunidad grecoalbanesa. Un grupo de nacionalistas albaneses atacaron varias viviendas y quemaron vehículos en Derviçan, al sur de Gjirokastër. Al mismo tiempo empezaron a producirse ataques contra las comunidades helenas y serbia del país hasta que intervinieron las autoridades policiales. Los disturbios provocaron un conflicto diplomático entre el Gobierno local y el Ministerio de Exteriores de Grecia, los cuales exigieron que los responsables fuesen llevados a juicio. Su homólogo albanés declaró que "la rápida intervención de las autoridades permitieron la detención de los responsables".

### Austria
Cerca de 50 albaneses atacaron una cafetería serbia en Viena en la que tuvo que intervenir la policía.

## Resolución de la UEFA
Al día siguiente del partido, la UEFA abrió un expediente disciplinario a ambas federaciones. Serbia fue sancionada por: acceso de fuegos pirotécnicos al estadio y lanzamiento de los mismos (Art. 16 (2b y c)), pelea multitudinaria entre jugadores (Art. 16 (2h)), invasión del terreno de juego por parte de la afición (Art. 16 (2a)), organización deficiente (Art. 16 (1)) Acceso al recinto deportivo y uso de punteros láseres (Art. 16 (2d)). En cuanto Albania se le sancionó por: negarse a jugar (Art. 27. (1)) y hacer uso de publicidad ilícita, en este caso por la bandera del dron (Art. 16 (2e)).
Tras una reunión con el Comité Disciplinario, Control y Éticas de la UEFA, el 23 de octubre anunció la suspensión definitiva del partido con el resultado final favorable a Serbia por 3-0, sin embargo les fueron descontados 3 puntos a los locales. En cuanto a los próximos dos encuentros, deberían jugarse a puerta cerrada. Ambas federaciones fueron sancionadas con 100.000 €. Tanto Serbia como Albania encontraron injusta las decisiones y presentaron una apelación.

## Decisión del TAS
Puesto que ninguna de las federaciones quedaron conformes con la decisión de la UEFA, tanto Serbia como Albania presentaron apelaciones al TAS, el cual confirmó el 10 de julio de 2015 los tres puntos negativos a Serbia además de declarar a Albania como vencedora del partido como sanción para el conjunto local por los incidentes.